# Ніколаос Карабелас
Ніколаос Карабелас (грец. Νικόλαος Καράμπελας, нар. 20 грудня 1984, Піргос) — грецький футболіст, що грав на позиції захисника.
Виступав, зокрема, за клуб АЕК, а також національну збірну Греції.
Володар Кубка Греції. 

## Клубна кар'єра
Народився 20 грудня 1984 року в місті Піргос. Вихованець футбольної школи «Паніліакоса». Дорослу футбольну кар'єру розпочав 2004 року в основній команді того ж клубу, в якій провів два сезони, взявши участь у 48 матчах чемпіонату. 
Згодом протягом 2006—2009 років захищав кольори «Аріса», після чого перейшов до лав сталичного клубу АЕК. Відіграв за афінський клуб наступні три сезони своєї ігрової кар'єри. Більшість часу, проведеного у складі клубу АЕК, був основним гравцем захисту команди.
Влітку 2012 року перебрався до Іспанії, ставши гравцем «Леванте», в якому був гравцем ротації протягом трьох з половиною років. У першій половині 2016 року грав за «Реал Вальядолід», у складі якого провів 11 ігор у Сегунді.
Завершував ігрову кар'єру на батьківщині, знову граючи за «Аріс» протягом 2016–2017 років.

## Виступи за збірні
2005 року залучався до складу молодіжної збірної Греції. На молодіжному рівні зіграв у 6 офіційних матчах.
2014 року провів свою єдину гру у складі національної збірної Греції.

## Титули і досягнення
- Володар Кубка Греції (1):

АЕК: 2010-2011